# Cukasa Jošidaová
Cukasa Jošidaová (* 5. října 1995 Kjóto) je japonská zápasnice – judistka.

## Sportovní kariéra
S judem začínala v rodném Kjóto. Po skončení střední internátní školy Keiai ve Fukuoce v roce 2014 podepsala profesionálním smlouvu se společnosti Komatsu jejichž judistický tým reprezentuje pod vedením Jošijuki Macuoky a jeho asistentů (Kazuhiko Tokuno). V japonské ženské reprezentaci se pohybuje od roku 2015 v lehké váze do 57 kg. V roce 2016 se kvalifikovala na olympijské hry v Riu, ale v japonské olympijské nominaci musela ustoupit zkušenější Kaori Macumotové.

### Vítězství na turnajích
- 2015 – 2x světový pohár (Ťumeň, Kano Cup)
- 2016 – 3x světový pohár (Baku, Ťumeň, Kano Cup)
- 2017 – 1x světový pohár (Kano Cup)

## Výsledky
| Olympijské hry    |    | — |     |   |   | — |    |    |  |  |  |  |  |  |  |  |  |  |  |  |  |  |  |  |  |
| Mistrovství světa | —  |   | —   | — | — |   | 2. | 1. |  |  |  |  |  |  |  |  |  |  |  |  |  |  |  |  |  |
| Asijské hry       |    |   |     | — |   |   |    | —  |  |  |  |  |  |  |  |  |  |  |  |  |  |  |  |  |  |
| Mistrovství Asie  | —  | — | —   |   | — | — | 1. |    |  |  |  |  |  |  |  |  |  |  |  |  |  |  |  |  |  |
| MS juniorů        | —  | — | úč. | — | — |   |    |    |  |  |  |  |  |  |  |  |  |  |  |  |  |  |  |  |  |
| MS dorostenců     | 3. |   |     |   |   |   |    |    |  |  |  |  |  |  |  |  |  |  |  |  |  |  |  |  |  |